# Histoire du malais
L'histoire du malais est celle d'un parler parmi tant d'autres langues malayo-polynésiennes, devenu lingua franca dans l'Asie du Sud-Est insulaire et péninsulaire, et finalement langue nationale ou officielle de quatre pays de la région : le sultanat du Brunei, la république d'Indonésie, la Malaisie et la république de Singapour. 
En réalité, d'un point de vue linguistique, le nom « malais » désigne un ensemble de parlers classés dans un groupe, dit « malais local », des langues malayo-polynésiennes. Il est convenu ici d'appeler indistinctement « malais » ces différents parlers très proches les uns des autres.

## Origines du malais
Le caractère relativement archaïque des langues ibaniques et kendayan laisse penser que le berceau des langues malaïques pourrait se trouver à Bornéo.
Aux alentours de 650 apr. J.-C., des textes chinois mentionnent un royaume du nom de Mo-lo-yu situé dans l'est de l'île indonésienne de Sumatra, sur l'emplacement de la province actuelle de Jambi. Malayu est d'ailleurs un autre nom du fleuve Batang Hari à Jambi. C'était aussi le nom du royaume de Jambi au XIVe siècle.
On considère que le berceau du malais moderne sont les îles Riau. La première grammaire malaise moderne, la Bustanul Katibin, a été écrite en 1857 sur la petite île de Penyengat près de Bintan, sous suzeraineté hollandaise depuis le traité de Londres de 1824.

## Vieux-malais
On appelle "vieux-malais" la langue d'inscriptions en vieux-malais datant de 683 à 686 et rédigées en écriture pallava à l'initiative du Dapunta Hyang (souverain) de Sriwijaya, dont la kadatuan (principauté, du malais datu, "chef") contrôlait le détroit de Malacca. Elles furent découvertes dans le sud de Sumatra, à Palembang et sur l'île de Bangka et sont visibles au Museum Pusat de Jakarta.
Des inscriptions en vieux-malais ont également été trouvées dans le centre de Java, dont les dates vont du VIIe au IXe siècle. La plus ancienne est celle dite "de Sojomerto" dans le kabupaten de Batang, qu'on estime dater du milieu du VIIe siècle.
L'inscription de Kebon Kopi II, datée de 932 et trouvée dans la région de Bogor, est également rédigée en malais.
On a découvert en 1989 dans la baie de Laguna près de Manille aux Philippines, une plaque de cuivre qu'on a baptisée "Laguna copperplate". Ecrite dans un alphabet similaire à celle des inscriptions javanaises de la même époque, dans un mélange de sanscrit, de vieux-javanais, de vieux-malais et de vieux-tagalog, elle porte la date de 822 de l'ère Saka, soit 900 apr. J.-C.
Toutefois, le "vieux-malais" n'est pas nécessairement l'ancêtre direct des différents parlers malais. Les linguistes ont constaté que de nombreux traits de cette langue se retrouvent encore dans le groupe dit des "langues malaïques-dayak" de l'ouest de l'île de Bornéo, alors qu'ils ont disparu du malais. Ce fait laisse penser certains linguistes que la partie occidentale de Bornéo pourrait être le berceau des langues malaïques, rameau des langues malayo-polynésiennes dont fait également partie le malais.

## Le malais classique
Le manuscrit de Tanjung Tanah, daté du XIVe siècle, est rédigé en malais et en sanscrit dans une écriture similaire au kawi ou vieux-javanais.
Dans le village de Minye Tujuh, nom loin du littoral de la côte nord-est de Sumatra, dans la province d'Aceh, se trouve la tombe d'une fille du sultan Malik az-Zahir de Pasai. L'une des deux stèles de cette tombe est rédigée en malais dans une écriture proche de celle du manuscrit de Tanjung Tanah, l'autre en arabe. Les dates sont curieusement différentes sur les deux stèles : 781 de l'Hégire (1380 apr. J.-C.) pour l'une, 791 pour l'autre (1389 apr. J.-C.) pour l'autre.
Peu avant 1400, Parameswara, un prince de Sriwijaya, aurait fondé Malacca sur la péninsule Malaise. Les souverains de Malacca se convertissent bientôt à l'islam. Un texte chinois, le Ko Kwo Yi Yu, qui relate une mission chinoise à Malaka en 1403, dresse une liste de mots malais transcrits en caractères chinois, avec leur traduction.
Avec l'essor de Malacca, qui au XVe siècle devient le principal port d'Asie du Sud-Est, une culture malaise dite classique fortement influencée par l'islam se développe dans les États côtiers de Sumatra, de la péninsule Malaise et du littoral de l'île de Bornéo. La Sejarah Melayu ("Histoire Malaise"), rédigée sans doute au début du XVIIe siècle, soit un siècle après la prise de Malacca par les Portugais, devient une norme littéraire. La cour d'Aceh dans le nord de Sumatra produit également une abondante littérature classique en malais. Des œuvres relatant des récits de l'époque indianisée sont aussi écrites, comme la Hikayat Seri Rama ("Histoire du Seigneur Rama") tirée du Ramayana.
La première méthode d'apprentissage du malais est sans doute celle rédigée en 1512 par Antonio Pigafetta, un Italien qui a participé au premier voyage autour du monde de Magellan. Le malais était la lingua franca (langue véhiculaire) dans l'archipel indonésien, y compris pour les Européens.
Le plus ancien document écrit en malais classique qu'on ait retrouvé est une lettre écrite en 1521 dans le sultanat de Ternate aux Moluques, dans l'est de l'Indonésie. On a aussi retrouvé une correspondance en malais entre des Hollandais de Batavia et des Javanais de Banten, datée de 1619 et rédigée en écriture javanaise d'origine indienne. Un livre publié en 1666 en Allemagne rapporte un dialogue en malais censé s'être tenu lors du siège de Batavia par les troupes du Sultan Agung de Mataram en 1629.
Dès 1765, les habitants de l'île de Roti, soumise par les Hollandais en 1681, prennent en charge leurs écoles, où l'enseignement se fait en malais. 
Pendant les XIXe et XXe siècles, le sultanat de Bima sur l'île de Sumbawa, dont les souverains étaient originaires du sud de Sulawesi, a tenu un journal écrit en malais. Le malais était en effet la langue politique et culturelle de ce royaume de l'est de l'Indonésie.

## Le malais moderne
Le premier ouvrage imprimé et publié en malais pourrait être Lawah-Lawah Merah, une traduction du roman de l'écrivain français René de Pont-Jest, L'araignée rouge, parue en 1875 à Batavia (aujourd'hui Jakarta) chez Ogilvie & Co. (curieusement, l'original français est paru en 1889).

## Expansion linguistique et influences coloniales
Langue de commerce et d'échange, le malais, au cours de son histoire marquée par une succession d'adoption d'éléments culturels étrangers, s'est enrichi de mots sanscrits, chinois, européens (portugais, néerlandais, anglais) et arabes.
Le malais parlé en Malaisie a été influencé par l'anglais. Celui d'Indonésie a eu des apports du néerlandais et des langues régionales (javanais, sundanais, etc).